# Los Naranjos (Panama)
Pour les articles homonymes, voir Los Naranjos.
Los Naranjos est un corregimiento situé dans le district de Boquete, province de Chiriquí, au Panama. En 2010, la localité comptait 4 596 habitants. Il se situe au nord de Bajo Boquete, du volcan Barú et du parc international La Amistad.

## Tourisme
- Los Ladrillos
- Cerro Horqueta
- Sendero Los Quetzales
- Sendero Culebra
- Piedra de Lino
- Volcan Barú
- Palo Alto, production de café organique.